# Wang Muang (huyện)
Wang Muang (tiếng Thái: วังม่วง) là một huyện (amphoe) ở phía bắc của tỉnh Saraburi, miền trung Thái Lan.

## Lịch sử
Đơn vị này được lập làm một tiểu huyện (king amphoe) ngày 1 tháng 4 năm 1990, khi 3 tambon được tách ra từ Muak Lek. Đơn vị này đã được nâng cấp thành huyện on September 7th, 1995.

## Địa lý
Các huyện giáp ranh (từ phía bắc theo chiều kim đồng hồ) là: Phatthana Nikhom của tỉnh Lopburi và Muak Lek và Kaeng Khoi của tỉnh Saraburi.

## Hành chính
Huyện này được chia thành 3 phó huyện (tambon), các đơn vị này lại được chia ra thành 31 làng (muban). Wang Muang là thị trấn (thesaban tambon), nằm trên một phần của tambon Wang Muang and Kham Phran. Có 3 tổ chức hành chính tambon.
| STT. | Tên          | Tên Thái | Số làng | Dân số |  |
| 1.   | Salaeng Phan | แสลงพัน   | 5       | 2.616  |  |
| 2.   | Kham Phran   | คำพราน   | 9       | 6.511  |  |
| 3.   | Wang Muang   | วังม่วง    | 17      | 8.409  |  |